# San Pío X alla Balduina (título cardenalicio)
El título cardenalicio de San Pío X alla Balduina fue creado el 29 de abril del año 1969 por el Papa Pablo VI.

## Titulares
- John Francis Dearden (1969-1988)
- Nicolás de Jesús López Rodríguez (1991-Actualidad)